# Малилаул
Малилаул — покинутый аул в Чеберлоевском районе Чеченской Республики.

## География
Аул расположен к юго-востоку от районного центра Шаро-Аргун.
Ближайшие населённые пункты: на северо-западе — Тунжи-Аул, на северо-востоке — Абузалаул, Харкарой и Кулинхой, на юго-западе — Хиндой, на юго-востоке — Арсой.